# 阿胡拉·馬茲達
阿胡拉·馬茲達（Ahura Mazda，又写作Ahuramazda、Oromasdes、Ohrmazd、Hourmazd、Hormazd、Hurmuz），是古波斯的神名，名稱來自阿維斯陀語。“阿胡拉·馬茲達”的意思是「光明与智慧之主」。“阿胡拉”意为“主”，“馬茲達”意为“光明与智慧”。古伊朗哲學家瑣羅亞斯德認為它是創造一切的神，將阿胡拉·馬茲達奉為“唯一真正的造物主”，因此後來成為瑣羅亞斯德教的最高神。瑣羅亞斯德宣稱，是阿胡拉·馬茲達使人們看到了光明，所以他常常被塑造成太陽的形象。然而太陽和月亮有時會被形容成他的雙眼。
阿胡拉·馬茲達是《波斯古經》中最常被提到的神名，古伊朗的至高神和光明智慧之神，它是全知的神，但並非全能。在善惡二元論中是代表光明的善神，與代表黑暗的惡神阿里曼進行長期的戰鬥，最後獲得勝利。

## 神話
波斯神話中的至高神阿胡拉·馬茲達創造了物質世界，在瑣羅亞斯德教裡面馬茲達創造了七大物質，分別是：天空、大地、水、植物、動物、人類和火。至今，7這個數字在今日伊朗人的心中，仍然具有吉祥的意義，火即“無限的光明”，因此瑣羅亞斯德教把拜火作為他們的神聖職責。
瑣羅亞斯德教主張善惡二元論，它認為善神馬茲達與惡神阿里曼（安格拉·曼紐）處在彼此敵對的狀態中，兩方苦戰了一萬二千年，善惡二端之爭中，人有選擇的自由。
在第一個三千年裏，阿胡拉的光明世界與安格拉的黑暗世界並存，最早的人類也經受著邪惡黑暗的誘惑誤導。而今日善神的勝利會給人們帶來豐收、健康和安樂，而惡神則會使人遭受不幸。人死後將會依據在世間的言行進入天堂或投入地獄。
印度神話被證明與伊朗神話淵源相同，但其中阿胡拉的形象卻和伊朗神話恰恰相反；他是和雷神因陀羅爭戰的惡神阿修羅，轉入佛教之後即為現在六道中的阿修羅道，性格和特徵都與原先的阿胡拉大相徑庭。

## 逸話
汽車品牌馬自達（Mazda）與創辦人松田重次郎的姓氏（松田，Matsuda）諧音，雙關的另一個意思就是這位神。
美国薛尔比电气公司所生产的电灯泡也起名为“Mazda”，取光明之神之意。